# Gitona magnipalpis
Gitona magnipalpis är en tvåvingeart som beskrevs av Oswald Duda 1936. Gitona magnipalpis ingår i släktet Gitona och familjen daggflugor.
Artens utbredningsområde är Zimbabwe. Inga underarter finns listade i Catalogue of Life.